# Maurice-Aurélien Arnould
 (août 2019).
Maurice-Aurélien Arnould, né à Marcinelle le 24 mars 1914 et décédé à Mons le 10 juin 2001, est un historien belge.

## Biographie
Alors qu'il avait perdu son père à l'âge de douze ans, Maurice-Aurélien Arnould, né Aurélien Arnould, fit de brillantes études secondaires, avant d'entamer des études d'histoire à l'Université libre de Bruxelles qui le proclamera licencié et agrégé de l'Enseignement secondaire supérieur en 1937. Son mémoire de licence, portant sur l'Introduction à l'histoire médiévale de la Sambre. Études de géographie historique, dessine déjà quelques-uns de ces principaux domaines de recherche favoris : l'histoire du Hainaut et de la Wallonie et la géographie historique. Il obtient une bourse d'aspirant du Fonds national de la recherche scientifique (1939-1941), puis la guerre venant interrompre sa carrière de chercheur, il entame une carrière d'archiviste qui le conduit aux Archives de l'État à Mons (1943-1950), ville où il résidera jusqu'à sa mort et où il sera également chargé de cours à l'Institut supérieur du Hainaut (future composante de l'Université de Mons) et conservateur de la Bibliothèque de la Ville de Mons et des Musées du Chanoine Puissant. 
En dépit de ces fonctions absorbantes, Arnould prépare la thèse de doctorat qu'il défendra à l'Université libre de Bruxelles en 1949 : Les dénombrements de foyers dans le comté de Hainaut (XIVe – XVIe siècles). La même année 1949, il y devient chargé de cours, d'abord à la Faculté des sciences sociales, politiques et économiques, puis à la Faculté de philosophie et lettres où il est nommé professeur ordinaire en 1957. Il y restera jusqu'à sa retraite en 1981. 
Pendant un quart de siècle, il est l'un des grands patrons de la section d'Histoire où il dirige le séminaire d'histoire moderne, d'abord en collaboration avec Jean de Sturler. Il y patronne 113 mémoires de licence et cinq thèses de doctorat dont celles de Philippe Moureaux et d'Hervé Hasquin. Membre de la Commission royale d'histoire depuis le 6 juin 1955, il fut élu correspondant à l'Académie royale des sciences, des lettres et des beaux-arts de Belgique le 2 décembre 1974. Il en devint membre effectif le 2 avril 1984 et directeur de sa Classe en 1990. Il fut placé membre hors cadre le 1er février 1999. 
Un aspect moins connu de sa biographie est son engagement précoce en faveur d'une histoire scientifique et culturelle de la Wallonie, dont il balisa les principes généraux dès 1946. C'est dans cet esprit qu'il participa de 1948 à 1958 aux travaux de la section culturelle du Centre Harmel, aux côtés d'autres historiens comme Léopold Genicot, Paul Harsin ou Félix Rousseau.

## Publications

### Ouvrages en tant que seul auteur
- Acquits ou documents justificatifs rendus par le receveur des aides de Hainaut à l'appui de ses comptes, 1496-1549, Bruxelles, Palais des Académies, 1941 (Commission Royale d'histoire), 171 p.
- La bataille du Sabis 57 avant notre ère. Les avatars d'un épisode d'histoire antique, à travers l'historiographie médiévale et moderne, Bruxelles/Wetteren, Impr. De Meester, 1941, 78 p.
- Historiographie de la Belgique : des origines à 1830, Bruxelles, Office de Publicité, 1947, 76 p.
- L'impôt direct dans le Tournaisis au début du régime espagnol (1523-1571), Bruxelles, Université libre de Bruxelles, 1967, 101 p.
- Recherches sur l'histoire des finances publiques en Belgique, Bruxelles, Institut d'histoire de l'université libre, 1967-1970, 2 vol., 376 + 398 p. (le tome 3 est en collaboration).
- Les relevés de feux, Brepols, Turnhout, 1976 (Typologie des sources du Moyen Âge occidental, fasc. 18), 98 p.

### Ouvrages en collaboration
- avec Armand Louant, Inventaire des archives de la commune de Ville-Pommerœul. 1626-1927, Gembloux, Impr. J. Duculot, 1947, 23 p.
- avec Marinette Bruwier, Jan Dhondt, Félix Rousseau, et Fernand Vercauteren, Les travaux d'histoire locale - Conseils aux auteurs ; Bruxelles, Pro Civitate, Coll. Histoire, série in-8°, n° 1, 1966 (= 2e édition; 1re éd. = 1962); 44 pages.
- avec Jean Fichefet, Maurits Gysseling, A. Henry, J. Herbillon, M. Hoc, J. Mertens, René Meurant, F. Rousseau, M. Servais, M.-J. Tits-Dieuaide, A. Van Loey et L. Voet, Les travaux d'histoire locale - Conseils aux auteurs, Compléments I  ; Bruxelles, Crédit communal de Belgique, Coll. Histoire Pro Civitate, série in-8°, n° 22, 1969. 141 pages.
- avec Daniel Van Overstraeten, Inventaire des archives communales de Ville-Pommerœul et de Pommerœul : 1489-1949, Bruxelles, Archives Générales du Royaume, 1973, 113 p.
- avec Claire Billen, Georges Despy et alii, Recherches sur l'histoire des finances publiques en Belgique, Bruxelles, Institut d'histoire de l'université libre, t. 3, 1974, 353 p.
- reçu (!) avec Pierre Ruelle, édité par Hervé Hasquin, Hommages à la Wallonie : mélanges d'histoire, de littérature et de philologie offerts à M.-A. Arnould et à Pierre Ruelle à l'occasion de leur départ à la retraite; Éditions de l'Université de Bruxelles, Bruxelles, 1981, 481 p.

### Direction d'ouvrages
- CaroLoregIVM VaLDe ConCeLebratVr. MDCLXVI-MCMLXVI. Bilan de trois siècles d'histoire locale, publié par l'administration communale de Charleroi à l'occasion du tricentenaire de la fondation de la ville, Charleroi, Administration communale, 1967, 543 p.

### Articles
- Une société maçonnique mixte à Ath au XVIIIe siècle; in: Autour de la ville en Hainaut - Mélanges d'archéologie et d'histoire urbaines offerts à Jean Dugnoille et à René Sansen à l'occasion du 75e anniversaire du C.R.H.A.A.; ouvrage édité par le Cercle royal d'Histoire et d'Archéologie d'Ath et de la région et musées athois, a.s.b.l. - Études & Documents, t. VII, 1986.